# Wacław Zembal

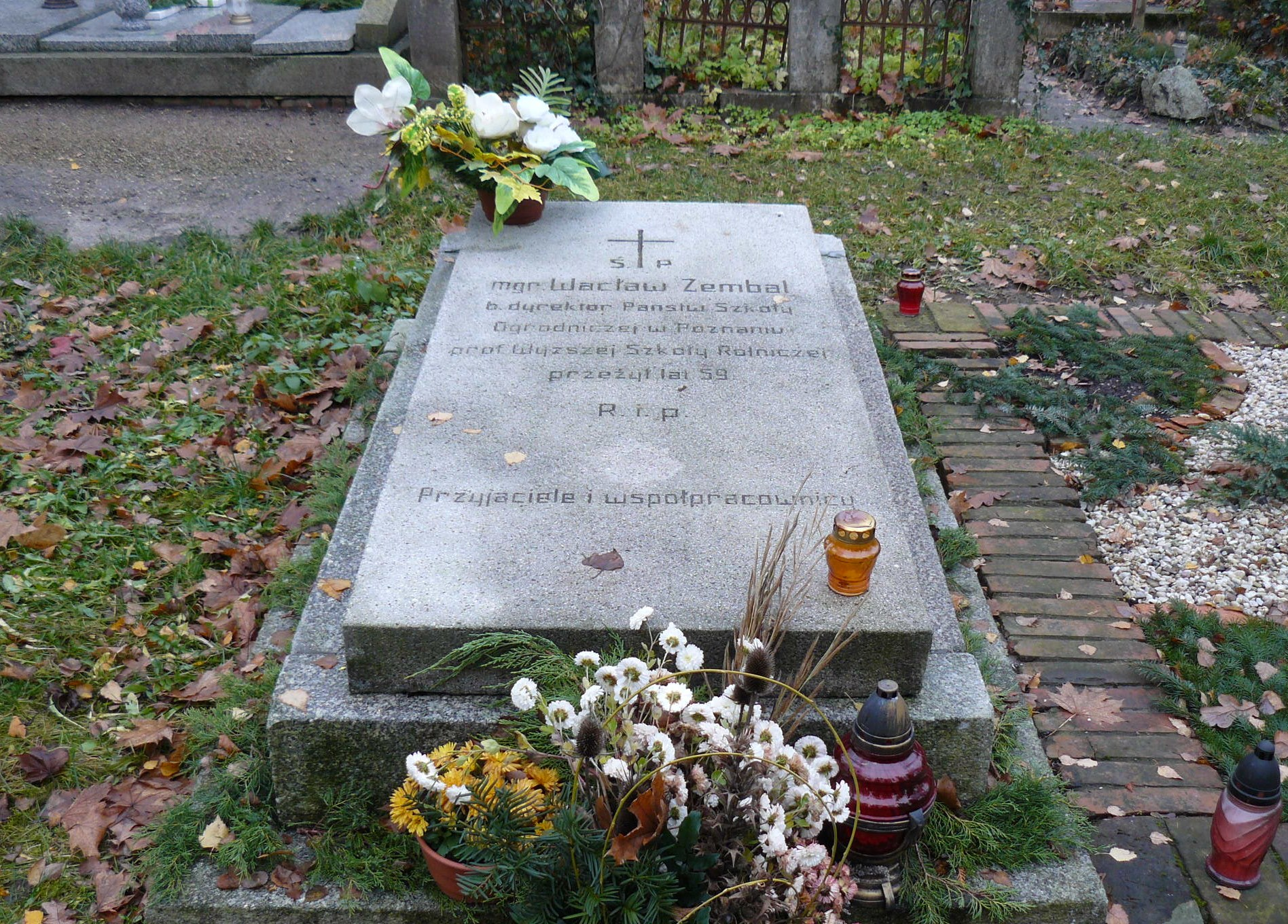
cmentarz Jeżycki w Poznaniu – grób Wacława Zembala

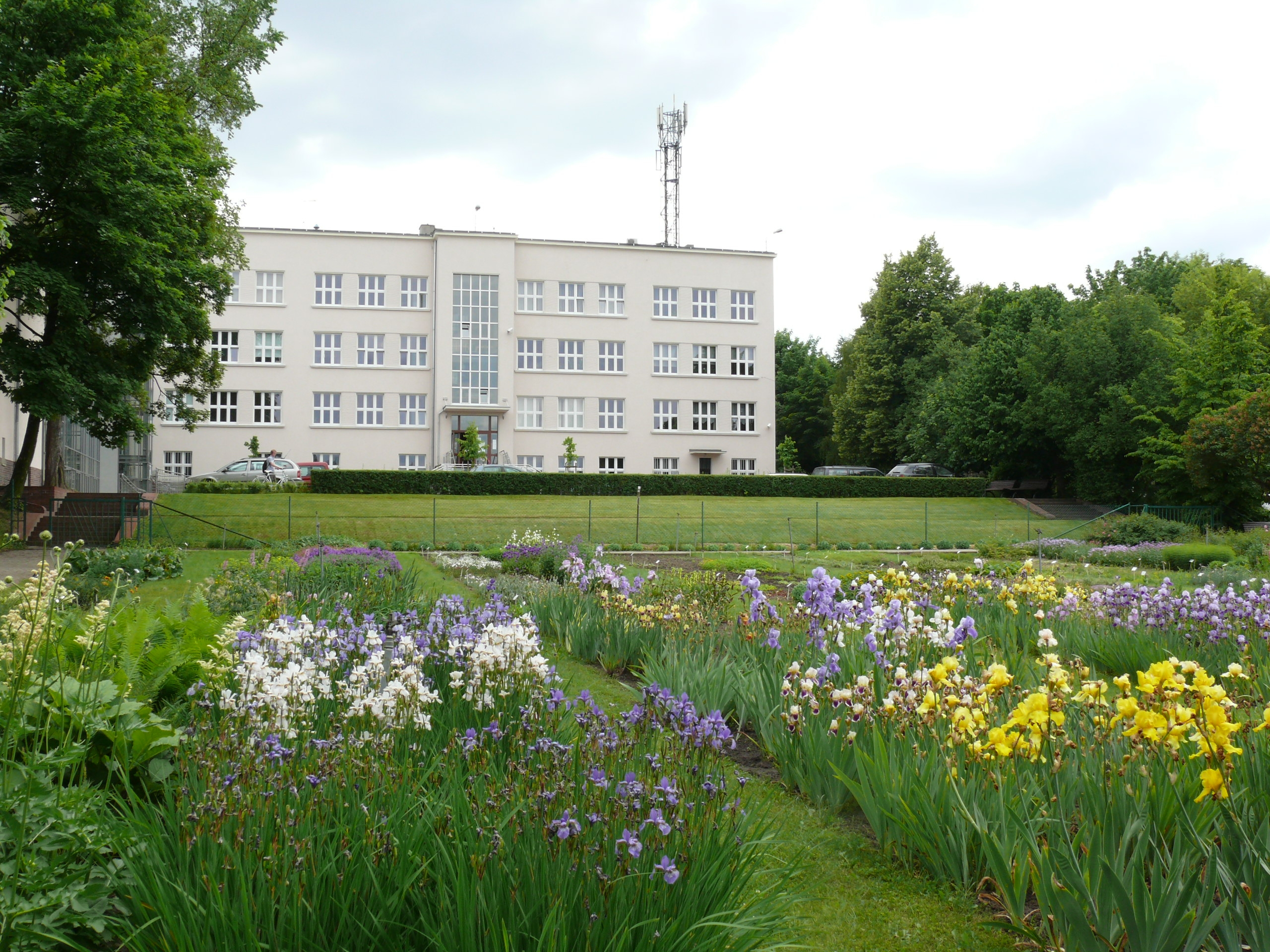
Kolegium Zembala

Wacław Zembal (ur. 8 września 1893 w Dąbrowie Górniczej, zm. 11 sierpnia 1952 w Poznaniu) – polski ogrodnik, dyrektor Państwowej Szkoły Ogrodnictwa i Ogrodu Botanicznego w Poznaniu, wykładowca poznańskiej Wyższej Szkoły Rolniczej.

## Życiorys
Był synem rzemieślnika Mikołaja i Petroneli z domu Cembrzyńskiej. W latach 1905–1912 uczęszczał do szkoły handlowej w Będzinie. Realizując towarzyszące mu od dzieciństwa zainteresowania przyrodnicze w 1912 rozpoczął naukę w Wyższej Szkole Ogrodniczej w Warszawie, którą ukończył – po przerwie związanej z wydarzeniami wojennymi – w 1917. Podjął wówczas pracę w Stacji Doświadczalno-Ogrodniczej w podwarszawskich Morach jako asystent.
Po czterech latach przeniósł się do Poznania. Był młodszym asystentem w katedrze ogrodnictwa na Wydziale Rolniczo-Leśnym Uniwersytetu Poznańskiemu, kierowanej przez Rudolfa Boettnera. Z profesorem Boettnerem współpracował także w ramach działających przy katedrze Jednorocznych Kursów Ogrodnictwa, na których od 1921 prowadził zajęcia z kwiaciarstwa. Od 1923 pełnił funkcję zastępcy dyrektora Kursów. Kontynuował starania zmarłego w tymże roku Boettnera w kierunku przekształcenia kursów w specjalistyczną szkołę, co udało się osiągnąć w 1926: we wrześniu 1926 powołana została Państwowa Szkoła Ogrodnictwa w Poznaniu, z trzyletnim programem nauczania, a Zembalowi od 1927 powierzono funkcję dyrektora. Pozostawał on dyrektorem placówki niemal ćwierć wieku, do czasu likwidacji w 1951, z przerwą na lata II wojny światowej. Dbał o rozwój szkoły, podnosząc jej poziom naukowy oraz rozbudowując zaplecze organizacyjne (w tym zakłady doświadczalne). Utworzył dwa kierunki specjalistyczne – produkcji ogrodniczej i ogrodnictwa ozdobnego. Przyczynił się do zgromadzenia księgozbioru, stanowiącego największą bibliotekę specjalną w zakresie ogrodnictwa w Polsce lat międzywojennych.
Wiele zasług organizacyjnych Zembal położył także jako dyrektor (od 1928) poznańskiego Ogrodu Botanicznego. W latach 1936–1939 prowadził wykłady zlecone z kwiaciarstwa na Wydziale Rolniczo-Leśnym Uniwersytetu Poznańskiego. Jednocześnie podnosił własne kwalifikacje i w 1937 złożył w trybie eksternistycznym dyplomowy egzamin inżynierski na Wydziale Ogrodniczym Szkoły Głównej Gospodarstwa Wiejskiego w Warszawie. Już po wojnie w 1945 uzyskał magisterium.
Lata wojenne spędził w większości w Ursynowie pod Warszawą, gdzie prowadził zajęcia w Szkole Ogrodniczej (był też wicedyrektorem szkoły). Do Poznania wrócił w marcu 1945, natychmiast przystępując do prac nad odbudową Państwowej Szkoły Ogrodnictwa; pierwszy powojenny rok szkolny otworzył 15 września 1945. W 1946 zorganizował ponadto Męskie Liceum Rolnicze w Poznaniu i przez pewien czas także w tej szkole był dyrektorem. Po likwidacji szkoły ogrodnictwa przeszedł w 1951 do Studium Ogrodnictwa na Wydziale Rolnym Uniwersytetu Poznańskiego, w charakterze zastępcy profesora obejmując kierownictwo Katedry Kwiaciarstwa. W październiku 1951 kształcenie specjalistów nauk rolniczych i leśnych przeniesione zostało na nową uczelnię – Wyższą Szkołę Rolniczą, na której Zembal objął funkcję prodziekana Wydziału Rolnego.
Od 1928 był żonaty z Aliną z Petrykowskich; z małżeństwa tego urodziła się córka Barbara (ur. 1930).
Za wybitne zasługi dla rozwoju polskiego szkolnictwa ogrodniczego odznaczony został m.in. Krzyżem Kawalerskim Orderu Odrodzenia Polski (1937). Zmarł 11 sierpnia 1952 w Poznaniu, gdzie został pochowany na cmentarzu Jeżyckim.

## Upamiętnienie
- Jego imieniem nazwano Kolegium Zembala na poznańskich Ogrodach.
- W 2005 roku nowej odmianie parocji perskiej nadano imię WACŁAW ZEMBAL[1].